# Style (littérature)
Pour les articles homonymes, voir Style.
Un style est, en littérature, un aspect propre de l'expression chez un écrivain. Il constitue sa façon personnelle de traiter les textes et leur mise en récit, devenant parfois une forme d'identité littéraire. Le concept de style est essentiel à la compréhension de la littérature, distinguant le discours littéraire de la langue quotidienne. Dans la pensée commune, la littérature est souvent perçue comme un langage « stylisé », opposé à la simplicité ou au caractère informatif de la langue de tous les jours, qui serait ce que Mallarmé appelait « l’universel reportage ».
Là où le genre littéraire permet de classer les œuvres selon leur contenu, le style, quant à lui, s'attache à la façon dont l'auteur manie les mots.

## Origine et évolution du style

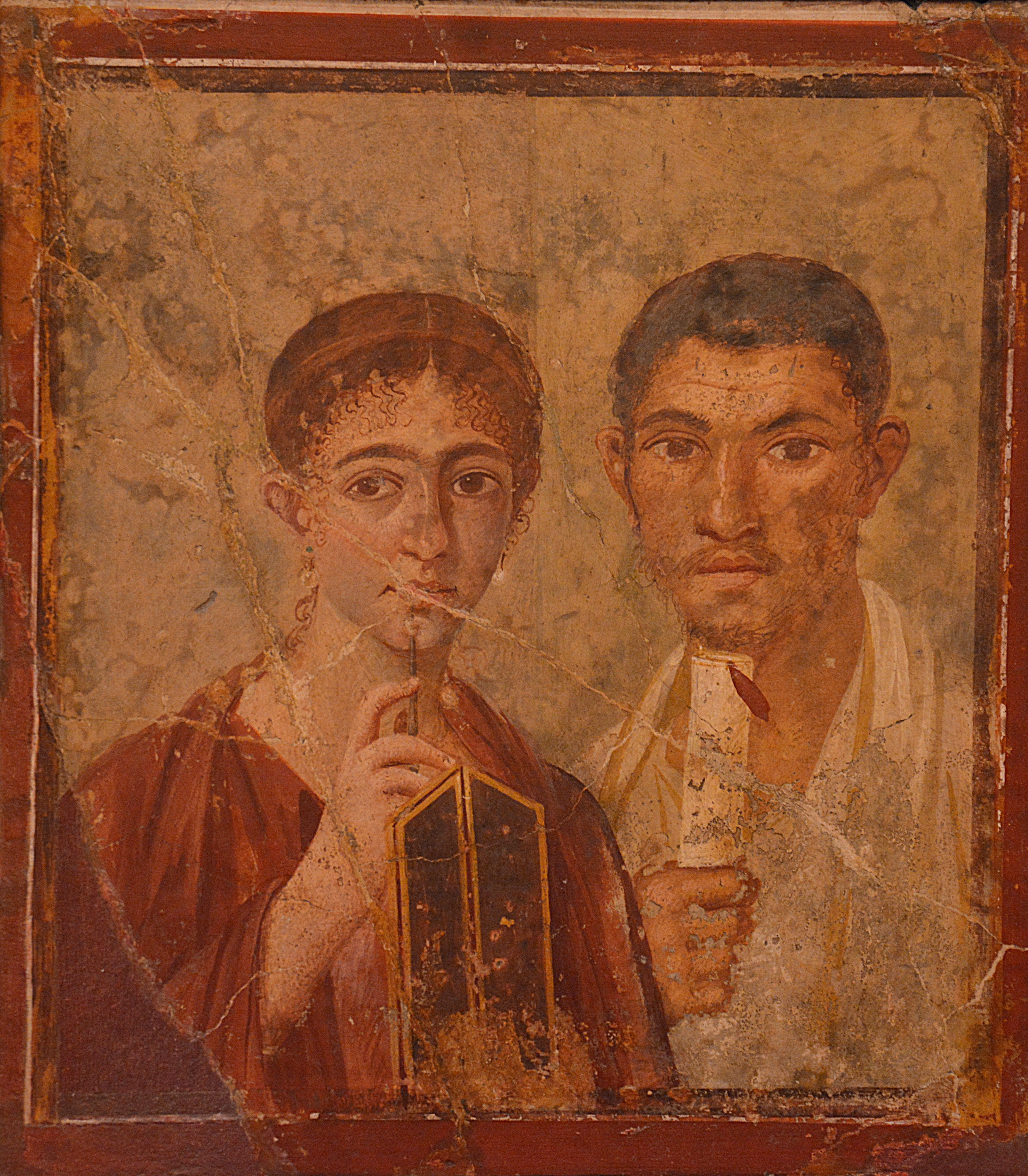
Portrait de Paquius Proculus et son épouse tenant un stilus

Le mot « style » vient du latin stilus, un instrument d’écriture utilisé sur des tablettes de cire. Au XIIIe siècle, le terme évolue pour désigner une « manière de faire », avant de se spécialiser au XVIe siècle dans le domaine de la langue. Au fil des siècles, son sens s’élargit et se complexifie, désignant à la fois une marque d’individualité, une norme et un ornement esthétique.
L’une des premières grandes réflexions sur le style en littérature nous vient du XVIIIe siècle, avec le Comte de Buffon. Lors de son discours à l’Académie française en 1753, Buffon déclare que « le style est l’homme même », soulignant que le style engage toutes les facultés de l’individu et représente un reflet de sa personnalité.

## Style dans la rhétorique antique
Les Anciens, notamment Cicéron et Aristote, ont rapidement associé le style aux différents genres littéraires. Dans la rhétorique, Cicéron identifie plusieurs niveaux de style adaptés aux circonstances et au public. Dans son ouvrage Rhétorique à Hérennius, cinq étapes de la rhétorique sont présentées : l'invention (trouver les arguments), la disposition (organisation du discours), l’élocution (mise en forme), la mémoire, et l’action (exécution).
Dans la littérature gréco-romaine, des genres comme la poésie bucolique, les œuvres épiques ou les traités techniques, chacun associé à un style différent, montrent une hiérarchisation esthétique et fonctionnelle.

## Débat moderne: style et individualité
À partir du XVIIIe siècle, l’idée que le style est propre à chaque écrivain émerge, s’associant à la figure de l’artiste. Ce débat est marqué par le Romantisme, qui exalte le « génie » de l’écrivain et érige le style en objet de culte. Flaubert, par exemple, voyait le style comme une quête du beau, nécessitant un travail intense, même pour des sujets a priori banals.
Marcel Proust illustre cette approche dans À la recherche du temps perdu, où il décrit le style comme une « vision » propre à l’écrivain. Pour lui, le style ne se limite pas aux techniques, mais traduit la perception unique que l’auteur a du monde. Son travail explore les souvenirs, les sensations, et le temps, intégrant des motifs récurrents qui s’étendent sur l’ensemble de son œuvre, dont la « madeleine » est l’un des exemples les plus célèbres.

## Le style auXXesiècle
Le XXe siècle voit le style remis en question sous l’influence du structuralisme. Des linguistes comme Benveniste et Riffaterre repensent la relation entre le style et le sens. Pour Riffaterre, le style réside dans la manière de mettre en relief une idée sans en changer le sens fondamental. D’autres, comme Nelson Goodman, examinent comment le langage des sciences peut être exprimé de manière stylisée sans perdre sa rigueur.

## Le style et le pastiche
L’œuvre de Proust comprend de nombreux pastiches, des écrits « à la manière de », permettant d’explorer la langue d’un autre écrivain. Cette pratique, répandue mais longtemps dévalorisée, devient chez Proust une façon de comprendre l’univers stylistique d’un auteur et de questionner la notion même de style comme reflet de l’individualité.
En définitive, le style littéraire demeure une notion centrale, oscillant entre l’expression de la personnalité de l’auteur et la norme stylistique. Aujourd’hui encore, le style fascine et questionne, affirmant son importance dans l’art littéraire et dans notre compréhension des œuvres.